# Paraphytus ritsemae
Paraphytus ritsemae är en skalbaggsart som beskrevs av Edgar von Harold 1880. Paraphytus ritsemae ingår i släktet Paraphytus och familjen bladhorningar. Inga underarter finns listade i Catalogue of Life.